# 新彼得里夫卡 (沃茲涅先斯克區)
47°50′1″N 31°43′47″E / 47.83361°N 31.72972°E
新彼得里夫卡（烏克蘭語：Новопетрівка）是烏克蘭南部的村莊，由尼古拉耶夫州沃茲涅先斯克區的布拉茨凱市鎮負責管轄。該村面積0.649平方公里，海拔高度125米，2001年人口88，人口密度每平方公里135.59人。